# Orthogrimmia mariniana
Orthogrimmia mariniana là một loài Rêu trong họ Grimmiaceae. Loài này được (Sayre) Ochyra & Żarnowiec mô tả khoa học đầu tiên năm 2003.